# Argeu II da Macedónia
Argeu II foi um rei da Macedônia.
Este rei aparece na segunda lista de reis da Macedônia, no texto Crônica, de Eusébio de Cesareia. Ele foi o 18o rei, reinou por um ano, sendo o sucessor do 17o rei, Amintas, e antecessor do 19o rei, Amintas.
Na lista de reis atribuída a Diodoro Sículo  e no texto bizantino Chronographeion Syntomon  este rei não aparece.